# Chiesa di Santa Maria in Solario
La chiesa di Santa Maria in Solario è una chiesa di Brescia situata in via dei Musei, all'interno del complesso del monastero di Santa Giulia. Costruita verso la metà del XII secolo, presenta una notevole
decorazione ad affresco eseguita da Floriano Ferramola all'inizio del Cinquecento. Rientra oggi nel percorso di visita del Museo di Santa Giulia e vi sono custoditi i “tesori” di Santa Giulia: la Lipsanoteca di Brescia e la Croce di Desiderio.

## Storia
La chiesa viene costruita verso la metà del XII secolo come sacello interno al monastero destinato alla custodia del "tesoro", consistente in reliquie e preziose suppellettili sacre di vario tipo. La datazione a questo periodo è comunque derivante solo dall'analisi architettonica dell'edificio e non è nota alcuna fonte che possa accertarlo, tranne un documento, ma piuttosto dubbio, che ne attesta l'esistenza nel 1203. Il luogo di culto viene edificato in due aule sovrapposte, comunicanti tra loro mediante una scala interna alla muratura.
Oltre al ruolo di custodia, la chiesa entra presto a far parte della vita liturgica del cenobio: le fonti antiche non forniscono alcuna indicazione sulle funzioni della sala a piano terra, ma tratteggiano l'aula superiore come una vera e propria ecclesia, utilizzata sia come oratorio secondario, sia come importante stazione delle frequenti processioni che costellavano l'anno liturgico. Il tesoro del monastero, costituito da croci, reliquiari e antichi oggetti preziosi raccolti in cassoni ferrati, veniva periodicamente esibito nella chiesa di San Salvatore oppure portato solennemente attraverso i luoghi del monastero: la tappa al sacello di Santa Maria in Solario diveniva pertanto obbligata.
La stessa collocazione, molto rilevante, in cui l'edificio fu costruito fa pensare a un sacello espressamente progettato in rapporto ai percorsi processionali, trovandosi in un vero e proprio crocevia tra palazzo abbaziale, chiesa principale, chiostro centrale e dormitorio. Non inverosimile, oltretutto, è l'ipotesi che la chiesa sia solo una ricostruzione di una precedente cappella già funzionante come custodia del tesoro: non si dispone di prove documentarie o archeologiche per dimostrarlo e l'unica fonte antica che ne parla è un testo degli annali della badessa Angelica Baitelli, vissuta nel Seicento e quindi già molto distante dagli avvenimenti.
Già nel Quattrocento l'aula superiore della chiesa presentava decorazioni ad affresco, delle quali rimangono alcune testimonianze, ma il radicale intervento che diede l'aspetto finale al sacello fu quello eseguito da Floriano Ferramola e la sua bottega, portato avanti a più riprese tra il 1513 e il 1524. Un ultimo apporto fu invece la ridipintura della parete ovest con un grande affresco eseguito nel Seicento, oggi molto degradato. L'aula inferiore non presenta invece alcun tipo di decorazione pittorica.
Soppressa, come il resto del monastero, nel 1797, la chiesa è stata recuperata solo nella seconda metà del Novecento e, dal 1998, rientra nel percorso del Museo di Santa Giulia, fondato nei locali dell'ex cenobio. Il sacello assolve ancora, per certi versi, il ruolo di "scrigno" e al suo interno sono conservati due dei pezzi più importanti del tesoro dell'antico monastero: la Lipsanoteca di Brescia al piano inferiore e la Croce di Desiderio al piano superiore.

## Architettura

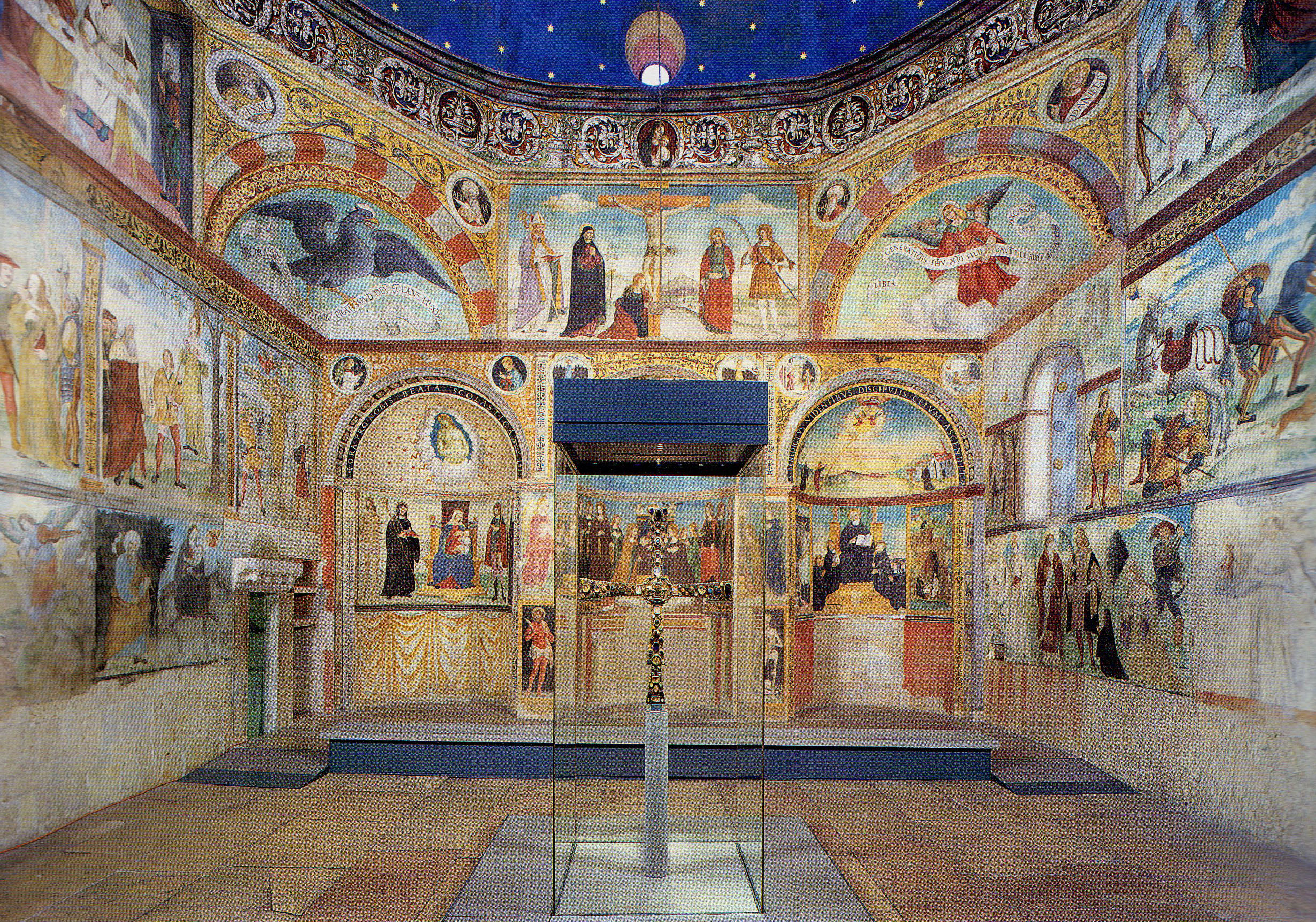
L'interno: si notano le tre absidi, gli affreschi del Ferramola e, al centro, la teca contenente la Croce di Desiderio

La chiesa rappresenta l'episodio di maggior rilievo monumentale tra le costruzioni e le modifiche realizzate nel complesso monastico durante il basso medioevo. Il compatto volume del sacello, a base quadrata, si articola su due livelli interni e, in sommità, è coronato da un tiburio ottagonale contornato da una loggetta di sola funzione decorativa, non accessibile, con arcatelle in sequenza sostenute da piccole colonne con capitelli altomedioevali o romani, di reimpiego.
I due ambienti sono entrambi dotati di ingresso autonomo, ma sono comunque collegati tra loro mediante una stretta e ripida scala ricavata nello spessore della muratura sud, lungo la via. Il piano inferiore è coperto da quattro volte a crociera che si reggono, al centro, su una grande ara romana marmorea di reimpiego, recante l'iscrizione "DEO SOLI / RES PVBL(ICA)", ovvero "la comunità (dedica) al Dio Sole". L'aula superiore, invece, è coperta da una cupola emisferica e presenta, scavate nella muratura est, tre piccole absidi che accoglievano, un tempo, gli altari dedicati a san Benedetto, santa Scolastica e sant'Agata.
Molti particolari rivelano l'intento di proiettare simbolicamente anche all'esterno, sulla pubblica via, la sacralità e la nobiltà del monastero, rappresentate dal tesoro del quale il sacello era il custode. Il prospetto sulla via, infatti, è caratterizzato da un marcato aggetto rispetto ai corpi di fabbrica adiacenti, le dimensioni appaiono più imponenti, il paramento lapideo è più accurato e i capitelli delle arcate del tiburio rivolti in questa direzione sono i soli di fabbricazione romana, di reimpiego, selezionati e qui riutilizzati.

## Altre immagini

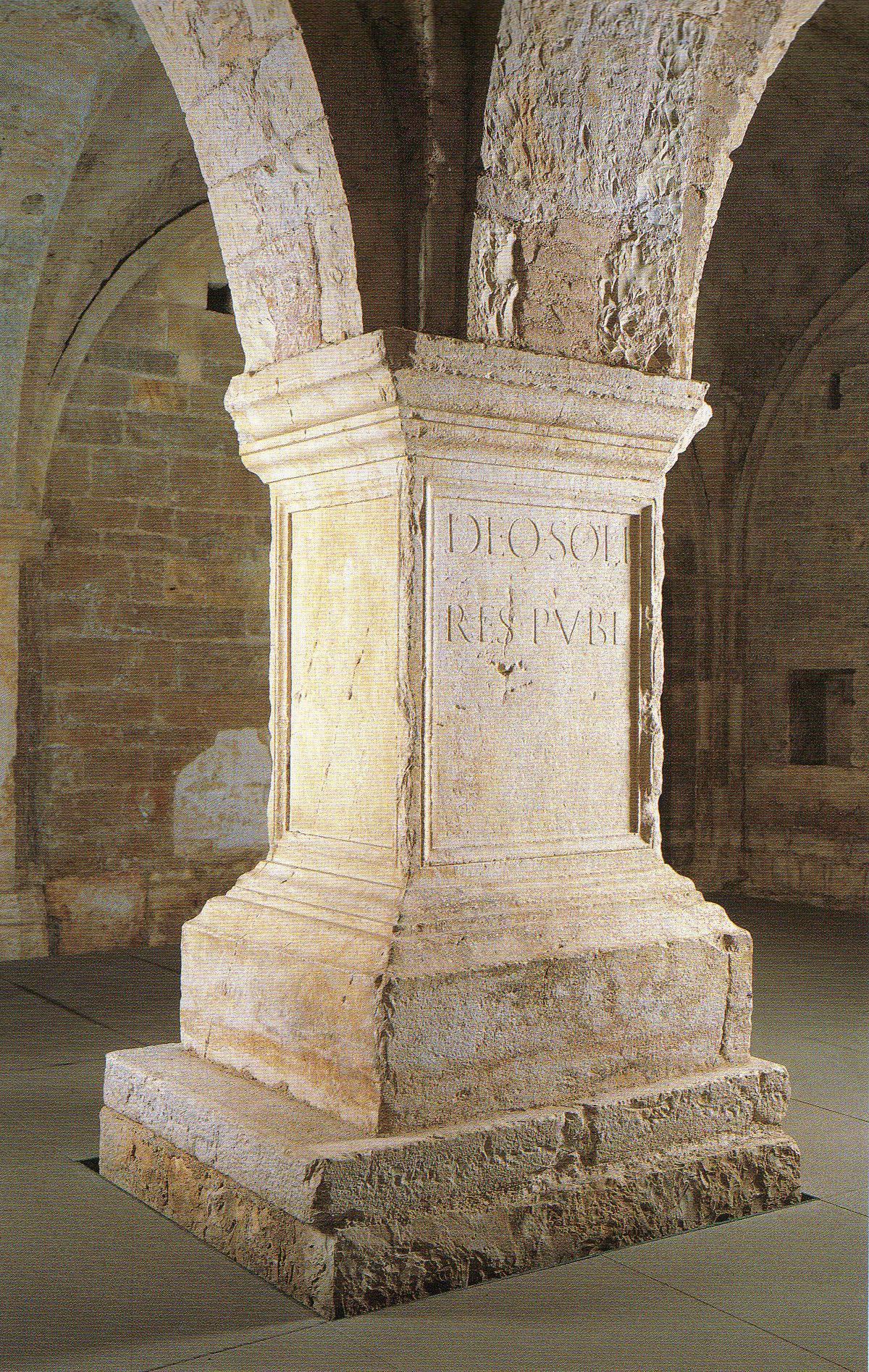
L'ara romana che regge le volte dell'aula inferiore
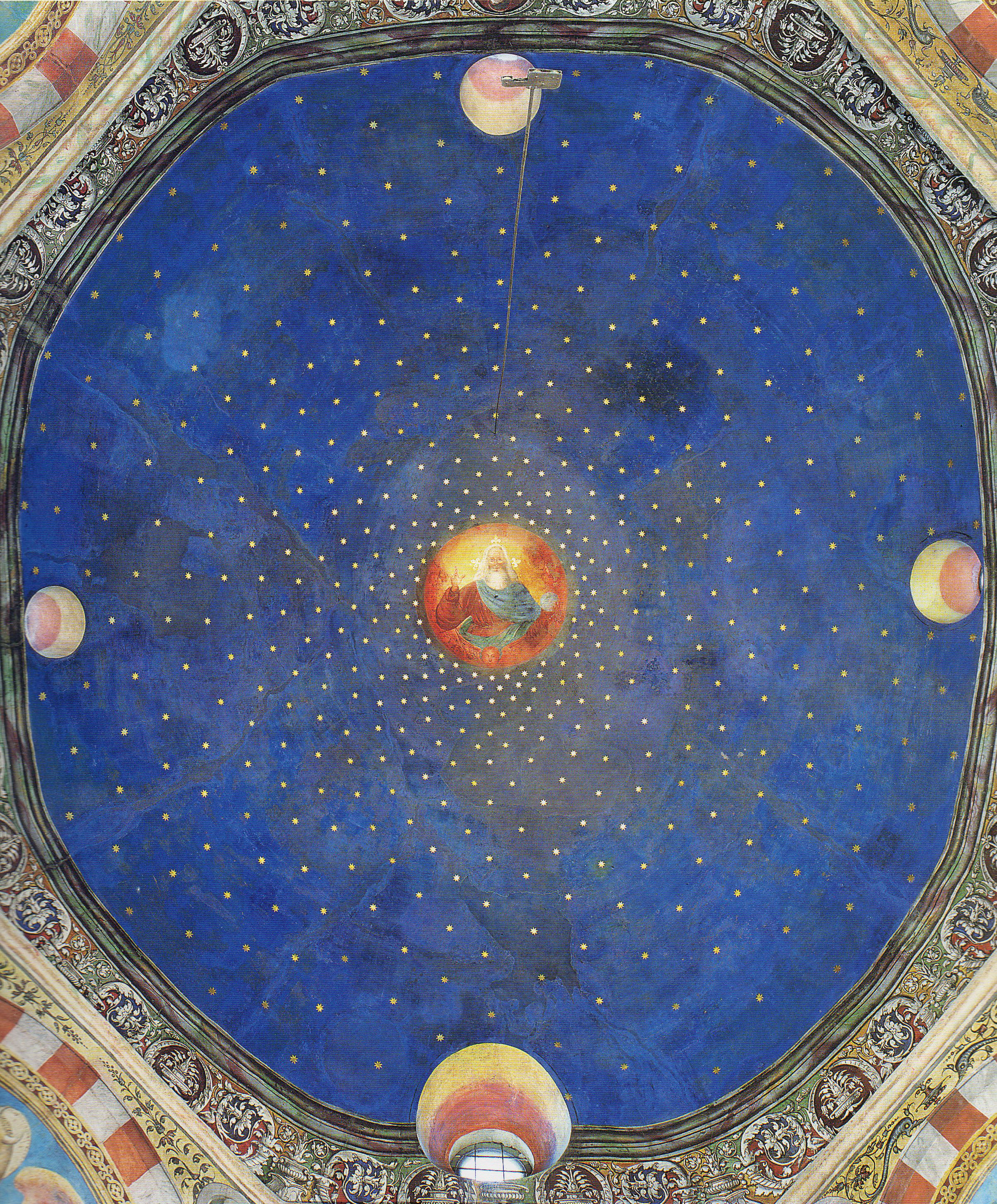
La cupola dell'aula superiore con il cielo stellato e il Dio Padre al centro
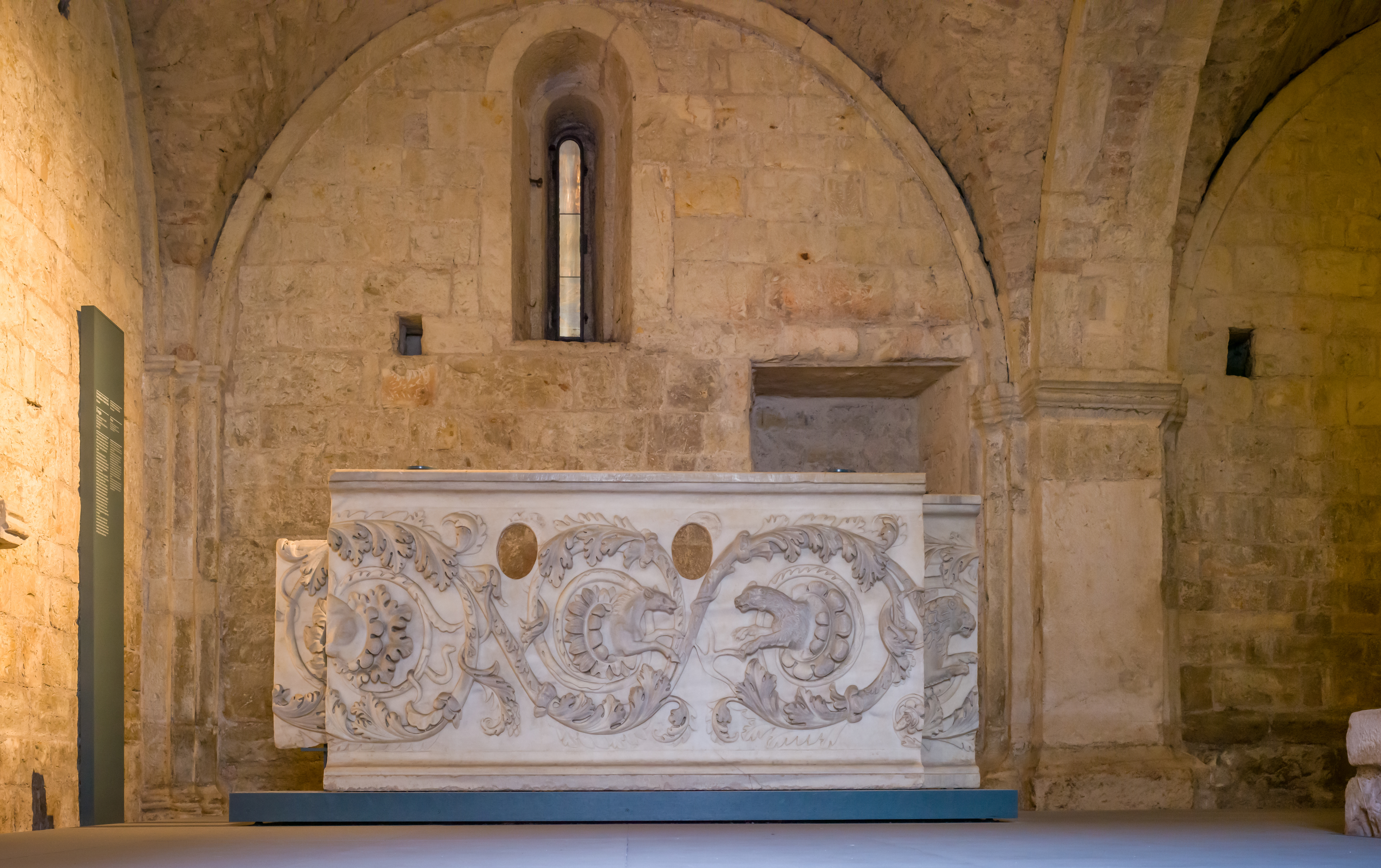
Sarcofago conservato nella chiesa di Santa Maria in Solario